# Acacia polifolia
Acacia polifolia är en ärtväxtart som beskrevs av Leslie Pedley. Acacia polifolia ingår i släktet akacior, och familjen ärtväxter. Inga underarter finns listade i Catalogue of Life.